# Fraissinet-de-Lozère
Fraissinet-de-Lozère era una comuna francesa situada en el departamento de Lozère, de la región de Occitania, que el 1 de enero de 2016 pasó a ser una comuna delegada de la comuna nueva de Pont-de-Montvert-Sud-Mont-Lozère al fusionarse con las comunas de Le Pont-de-Montvert y Saint-Maurice-de-Ventalon.

## Historia
Como buena parte de la montaña de Cévennes, los habitantes de esta localidad se convirtieron muy pronto a la reforma calvinista, hacia 1560. 
Después de la revocación del Edicto de Nantes en 1685 por el Edicto de Fontainebleau, algunos habitantes de Fraissinet-de-Lozère se exiliaron en Inglaterra o en Holanda. Quedaron en contacto con su familia, aún durante la Guerra de la Liga de Augsburgo (1688-1697). Lograron mantener redes de circulación de hombres, dinero e informaciones entre las Cevenas y Róterdam. Un relato de la Batalla de La Hogue (1692) elaborado por la prensa holandesa, muy crítico hacia Luis XIV, llegó a manos de los jefes de la familia Rouvière, caciques del pueblo, y fue conservado. Podría indicar que los "nuevos conversos" no apoyaban a su soberano.
Pese a esta larga historia protestante, optaron por una actitud legalista después de la Revocación del Edicto de Nantes en 1685, y durante la revuelta de los Camisards, que estalló en la localidad vecina de Le Pont-de-Montvert en 1702. Los élites locales influyeron de manera decisiva en esta decisión colectiva. Sin embargo, no evitaron la destrucción de sus casas por las tropas del rey durante el "Gran Ardimiento de los Cévennes" a finales de 1703.

## Demografía
| Gráfica de evolución demográfica de Fraissinet-de-Lozère entre 1800 y 2013 |
|                                                                            |

Los datos demográficos contemplados en este gráfico de la comuna de Fraissinet-de-Lozère se han cogido de 1800 a 1999 de la página francesa EHESS/Cassini, y los demás datos de la página del INSEE.